# Krukt cannoni
Krukt cannoni là một loài nhện trong họ Zoropsidae.
Loài này thuộc chi Krukt. Krukt cannoni được Raven & Stumkat miêu tả năm 2005.